# 이치로쿠 전쟁
이치로쿠 전쟁(一六戦争)은 일본 자유민주당 내에서 일어난 항쟁을 말한다. 미야자와 기이치와 다나카 로쿠스케의 항쟁, 오자와 이치로와 가지야마 세이로쿠의 항쟁 두 가지가 있다.

## 미야자와와 다나카의 항쟁
미야자와는 관료로서 1951년 샌프란시스코 강화 조약 체결 당시 전권수행원으로 참여하는 등 젊었을 때부터 주목받은 인물이었다. 한편 다나카는 정치인으로 출발했으며 1970년 굉지회 회장인 마에오 시게사부로를 비판하고 오히라 마사요시를 크게 띄운 인물이었다. 다나카는 이후 오히라가 총리가 되자 입각하여 내각관방장관이 되었다.
미야자와와 다나카는 모두 독설가라는 공통점이 있어 적이 많았고 같은 굉지회 소속이었지만 두 사람의 성향은 달랐다. 미야자와는 마에오를 지지하는 입장이었고 같은 대장성 출신의 후쿠다 다케오와도 접점이 있었다. 반대로 다나카는 마에오에 반대하며 오히라를 지지했으며 후쿠다와 척을 졌던 다나카 가쿠에이와 관계를 맺었다.
1980년 오히라가 총재 재임 중에 갑작스레 사망하면서 당내에서는 후임 총재로 미야자와가 거론되었다. 하지만 미야자와를 꺼려하던 다나카 가쿠에이는 스즈키 젠코를 후임 총재로 앉혔다. 스즈키 본인이 다나카 가쿠에이와 가까운 사이이기도 했지만 다나카 로쿠스케가 기시 노부스케와 사전에 협의하여 후쿠다파의 반대를 사전에 차단했기 때문에 다나카 로쿠스케는 스즈키 젠코 내각 성립에 큰 역할을 한 것이 되었다.
그 공로를 인정받아 다나카 로쿠스케는 스즈키 내각에서 통상산업대신에 취임했지만 미야자와도 내각관방장관으로 임명되면서 두 사람은 굉지회 내의 패권을 둘러싸고 정쟁을 시작했다. 미야자와는 스즈키와 인척 관계를 맺었으며 다나카 로쿠스케는 나카소네 야스히로에게 접근했다. 미야자와가 파벌 내의 의원 그룹인 '평하회'(平河会)를 운영하자 다나카 로쿠스케도 여기에 대항하기 위해 신세대연구회를 결성했다.
1982년 나카소네가 총재가 되고 다나카 로쿠스케는 정조회장에 임명됐다. 한편 분파 활동을 한다는 의심을 불식시키고자 미야자와는 평하회 좌장에서 물러났고 신세대연구회도 활동을 멈췄다. 1983년 12월 록히드 사건 재판의 영향으로 니카이도 스스무가 간사장에서 퇴진했는데 이토 마사요시 등 스즈키파를 중심으로 미야자와를 간사장으로 추대하는 움직임이 있었다. 하지만 나카소네는 이를 무시하고 다나카 로쿠스케를 간사장에 임명했다. 이는 스즈키가 나카소네의 총재 재선을 저지하기 위해 다음해 니카이도 옹립 구상을 일으키는 하나의 원인이 되었다.
하지만 간사장에 취임한 다나카 로쿠스케는 병으로 쓰러졌고 1984년 나카소네가 총재 재임에 성공했음에도 스스로 간사장직을 내려놓았다. 이후 1985년 1월 당뇨병으로 결국 다나카 로쿠스케는 사망하게 된다. 그 다음해 미야자와는 정식으로 굉지회 회장직을 차지하면서 명실공히 차세대 리더로 자리잡고 뉴리더의 일원으로 불리게 되었다.

## 오자와와 가지야마의 항쟁
오자와와 가지야마는 1969년 제32회 일본 중의원 의원 총선거에서 처음 국회에 입성한 동기였으며 모두 다나카 가쿠에이의 파벌에 속했다. 하지만 현의회 의원 출신으로 43세였던 가지야마는 대학원을 졸업하고 선거구를 물려받은 27세의 오자와를 '쇼와 애송이'라며 견제했다.
그럼에도 불구하고 두 사람은 함께 다나카에 대응하여 다케시타 노보루가 창정회를 결성할 때 참여하는 등 깊은 맹우 관계였으며 다케시타파 7봉행으로 꼽히며 다케시타파 내에서 핵심 역할을 맡았다. 의원 동기였던 하타 쓰토무를 묶어서 세 사람에 대해 '평시의 하타, 난세의 오자와, 대난세의 가지야마'라고 하여 훗날 총재 후보로 자주 비견되곤 했다.
하지만 1989년 오자와가 간사장의 물망에 올랐을 때 다케시타가 젊다는 이유로 난색을 표한 일이 있었다. 연공서열을 중시하는 자민당 내 파벌 역학 관계에 따라 다케시타는 가지야마를 간사장으로 지지했으나 파벌 회장 가네마루 신이 오자와를 지지하면서 결국 오자와가 간사장에 취임했다. 16살이나 젊은 오자와에게 간사장 자리를 빼앗긴 가지야마는 오자와와 대항하게 되었고 자신의 간사장 취임을 반대했던 다케시타에 대해 오자와도 반감을 품으면서 다케시타파는 다케시타와 가지야마 그룹, 가네마루와 오자와 그룹 간에 분열을 시작했다.
1992년 도쿄 사가와큐빈 사건이 일어나고 가네마루가 5억 엔의 정치 헌금을 제공받았다는 의혹이 수면 위로 부상하자 두 그룹의 대립은 극에 달했다. 오자와는 검찰에 항전해야 한다고 주장했지만 가지야마는 신고 누락을 인정하고 사태를 빨리 수습해야 한다고 주장했다. 가네마루는 신고 누락을 인정하여 검찰이 약식 기소했고 5만 엔의 벌금으로 끝났지만 솜방망이 처벌이라며 여론이 들끓자 결국 가네마루는 다케시타파 회장직을 내놓고 의원직도 사퇴했다.
공석이 된 다케시타파 회장직을 둘러싸고 오자와와 가지야마의 대립이 이어졌다. 오자와는 하타를 지지했지만 결국 가지야마의 지지를 받은 오부치 게이조가 파벌 회장이 되었다. 여기에 반발한 오자와와 하타가 다케시타파를 이탈해 하타파를 만들면서 다케시타파는 분열했다.
다케시타파는 오부치파로 바뀌었고 큰 공헌을 한 가지야마는 간사장에 취임했다. 오부치파는 한 술 더 떠서 자민당 소속 의원뿐 아니라 직원들까지도 오자와파와 반오자와파로 구분해 어느 쪽에 붙을지 강요했다. 자민당 홍보국장이던 하마다 고이치가 격노하는 등 이는 비판을 불러일으켰지만 반당권파로 내몰린 오자와와 하타는 결국 자민당을 탈당해 신생당을 창당했다. 자민당은 원내 과반수 지위를 상실했고 이에 대한 책임으로 가지야마를 비롯한 집행부는 퇴진했다.
1993년 제40회 일본 중의원 의원 총선거에서 자민당은 과반을 회복하지 못했고 오자와의 주도 하에 야7당이 손을 잡아 연립 정권을 세웠다. 하지만 일본사회당의 이탈로 연립 정권은 1년 조금 지나 무너졌고 자민당과 사회당이 손을 잡아 자사사 연립 정권이 수립됐다. 하지만 미일 지위 협정 문제 등을 둘러싼 이념적 간극은 가지야마 관방장관으로 하여금 사회당을 불신하게 만들었다. 이에 가지야마는 야당을 한데 모아 신진당을 창당한 오자와와의 연대를 모색했다. 하지만 이는 오자와를 매우 싫어하던 노나카 히로무 자치대신과의 대립을 낳았다.
1995년 하시모토 류타로가 총재가 되면서 자민당 내에서 자사사 연립을 지지하는 세력과 보보 제휴를 지지하는 세력 사이의 대립이 심해졌다. 가지야마와 가메이 시즈카 등 보보 제휴를 주장하는 세력은 자사사 연립을 주장하는 가토 고이치 간사장의 경질을 요구했지만 하시모토는 이를 받아들이지 않았고 가지야마는 관방장관을 사임했다.
1998년 제18회 일본 참의원 의원 통상선거에서 자민당이 패배하자 하시모토가 책임을 지고 물러났다. 후임 총재 자리를 둘러싸고 다케시타와 노나카가 오부치를 지지하는 움직임을 보이자 가지야마는 여기에 대항하는 차원에서 스스로 총재 선거에 출마했지만 패배했다. 하지만 총재가 된 오부치는 가지야마가 주장해왔던 오자와와의 연립을 실현시키게 된다.
자자공 연립 정권은 오자와가 연립으로부터 이탈을 선언하면서 무너졌고 이에 충격받은 오부치가 뇌경색으로 쓰러졌다가 곧 사망했다. 한 달이 지난 2000년 6월 가지야마도 사망하면서 이치로쿠 전쟁도 끝이 났다.
오자와는 훗날 "가지야마 세이로쿠 전 내각관방장관과의 대립이 배경이 되었다 하여 이치로쿠 전쟁이라고 보도가 되었습니다만 이건 매스컴이 이름을 붙인 것에 불과하며 본질은 저와 다케시타 전 총리의 싸움이었습니다. 경세회를 반으로 쪼갰으니까요"라고 회고했다.